# أليسون بروس
أليسون بروس (بالإنجليزية: Alison Bruce) هي لاعب هوكي الحقل أسترالية، ولدت في 23 سبتمبر 1987.

## روابط خارجية
- أليسون بروس على موقع الاتحاد الدولي للهوكي (الإنجليزية)